# Outhine Bounyavong
Pour les articles homonymes, voir Bounyavong.
Outhine Bounyavong (en lao : ອຸທິນ ບຸນຍາວົງ ; 1942-2000) est un écrivain de langue laotienne qui s'illustra en particulier comme nouvelliste.

## Biographie
Né en 1942 dans la province de Sayaboury, Outhine Bounyavong a grandi dans la capitale, Vientiane, où un de ses premiers professeurs fut Pierre Somchine Nginn, considéré comme l'auteur du premier récit moderne en langue lao. Outhine Bounyavong a occupé divers emplois dans les années 1960.
Il commença par publier de courtes œuvres de fiction dans les journaux et magazines. Il fréquenta les enfants du grand érudit laotien Sila Viravong. C'est dans cette famille lettrée qu'il rencontra son épouse Douangdeuane Viravongs, considérée comme un auteur de premier plan. Outhine travailla durant de la guerre civile du Laos. Après la victoire des communistes en 1975, il continua d'écrire pour la Maison d'Édition d'État.
Plusieurs de ses récits dépeignent les aspects traditionnels de la vie rurale du Laos. Quelques-unes de ses nouvelles ont été recueillies et traduites en anglais sous le titre Mother's Beloved  (ISBN 9789747551044).